# Zelm & Boehm

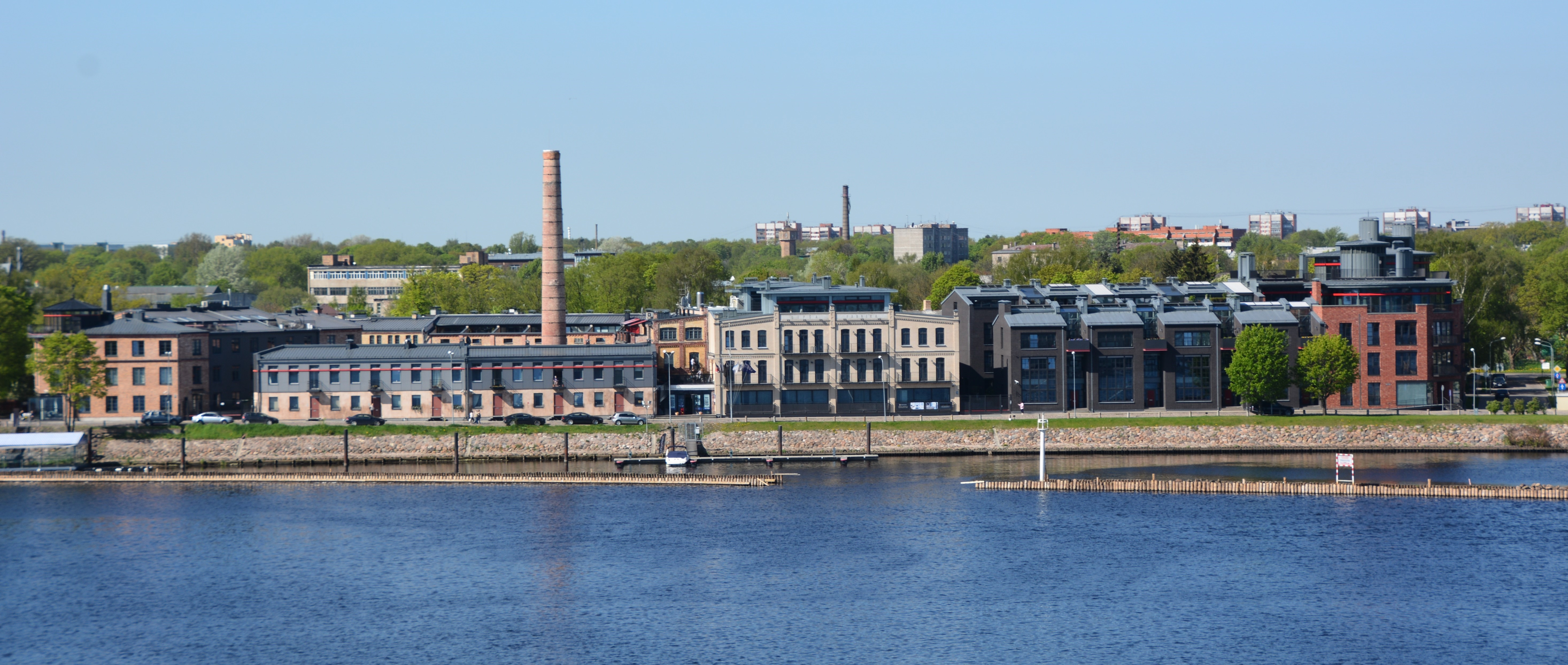
Ģipša fabrika, 2018.

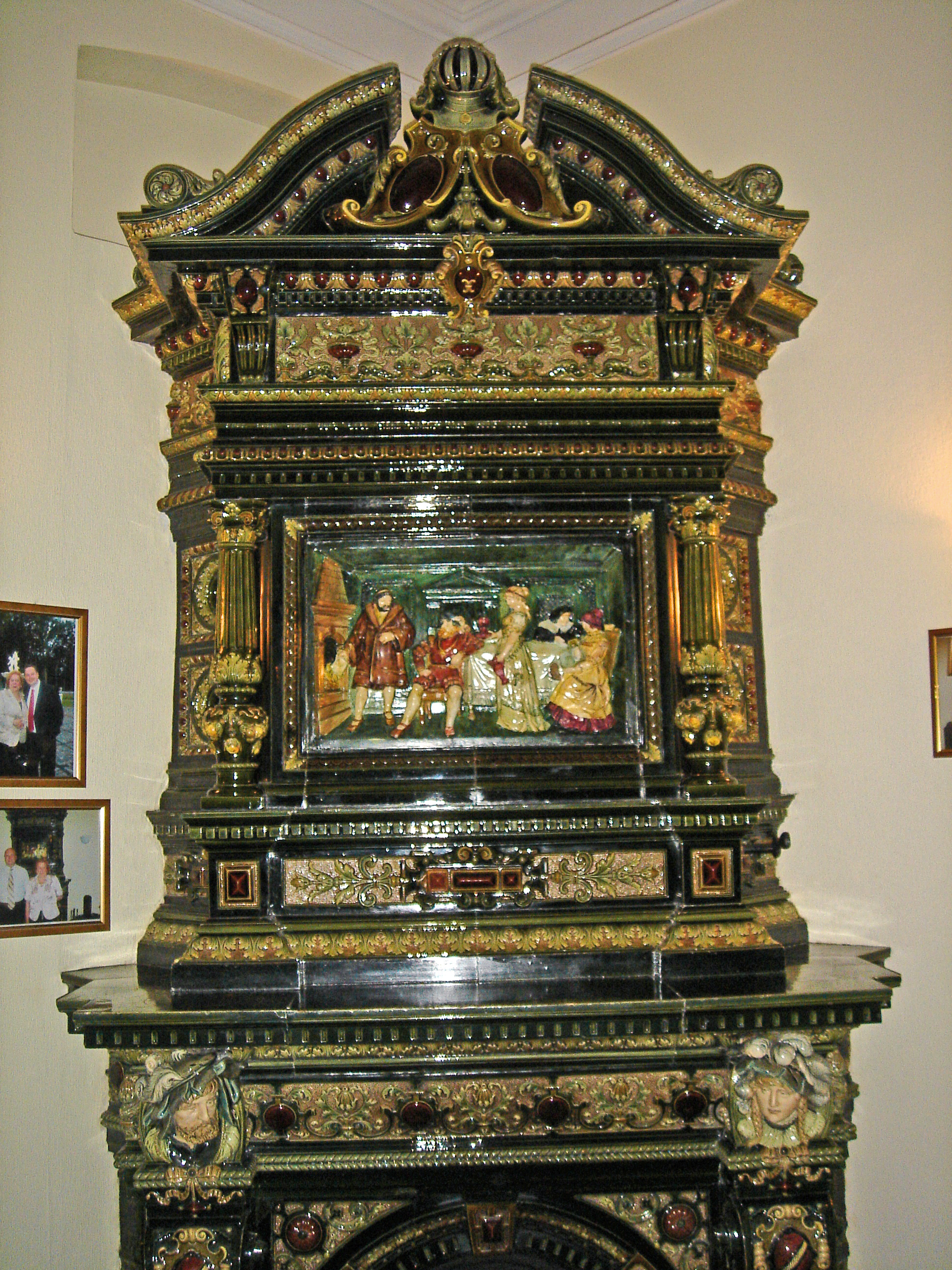
Kakelugn från Zelm & Boehm på Jaunsvente herrgård.

Gyps-, Schlämmkreide-, Ofen- und Thonwaaren-Fabrik Zelm & Boehm var ett företag på ön Ķīpsala i Riga i Lettland med tillverkning av gips, krita och keramiska plattor. Det tillverkade bland annat spisar, krukor, krita och gips. 
Företaget startades 1859 av Johan Christoph Zelm och leddes från slutet av 1800-talet av tyskbalten Paul Boehm (1879–1951), som hade examinerats från Rigas polytekniska institut. Företaget fortsatte att drivas av hans ättlingar. År 1939, efter Molotov-Ribbentrop-pakten, flyttade medlemmar av familjen till Tyskland efter en allmän uppmaning av Adolf Hitler om en sådan repatriering av "tyskar". År 1940, efter Sovjetunionens ockupation av Lettland, konfiskerades fabriken. 

## Ģipša fabrika
Under 2000-talet har fabriksområdet vid Daugavas strand på ön Ķīpsala, mittemot Rigas passagerarterminal, byggts om till ett modernt bostadsområde, kallat "Ģipša fabrika". Arkitekt var Zaiga Gaile och projektet genomfördes i två etapper 2004 och 2013.